# Irouléguy
Irouléguy en francés, Irulegi en euskera, es una comuna francesa, situada en el departamento de Pirineos Atlánticos y la región de Aquitania. Pertenece al territorio histórico vasco-francés de Baja Navarra.

## Demografía
| Gráfica de evolución demográfica de Irouléguy entre 1800 y 2012 |
|                                                                 |

Fuentes: Ldh/EHESS/Cassini e INSEE.

## Heráldica
En campo de gules, seis billetes de plata, puestos en tres palos de a dos.

## Economía: elVignoble d'Irouléguy(Viñedo de Irulegi)
Según un eslogan, la viticultura y la elaboración de vinos de denominación de origen de esta comuna se realizan en “el viñedo más pequeño de Francia, el más grande del País Vasco” (Le vignoble le plus petit de France, le plus grand du Pays basque). Con una extensión de 183 hectáreas produce vinos blancos, rosados y tintos.